# Droga krajowa B254 (Niemcy)
Droga krajowa 254 (niem. Bundesstraße 254, B 254) – niemiecka droga krajowa przebiegająca z północy na południe od skrzyżowania z autostradą A49 na węźle Felsberg do skrzyżowania z drogą B27 w Fuldzie.